# Шимич, Роко
Ро́ко Ши́мич (хорв. Roko Šimić; родился 10 сентября 2003, Загреб) — хорватский футболист, нападающий клуба «Кардифф Сити».

## Клубная карьера
Роко тренировался в футбольных академиях клубов «Динамо Загреб», «Кустошия» и «Локомотива». 6 августа 2020 года дебютировал в основном составе «Локомотивы» в матче Первой хорватской футбольной лиги против «Динамо Загреб». По итогам сезона 2020/21 сыграл за свой клуб 25 матчей и забил 3 мяча.
17 июля 2021 года подписал трёхлетний контракт с австрийским клубом «Ред Булл Зальцбург». За продажу Шимича «Динамо Загреб» получил 4 млн евро. Сезон 2021/22 Роко проведёт на правах аренды в клубе «Лиферинг». 30 июля 2021 года Шимич дебютировал за «Лиферинг» в матче Второй лиги Австрии против клуба «Санкт-Пёльтен», выйдя на замену на 46-й минуте, а две минуты спустя забил свой первый гол за клуб. 24 октября 2021 года дебютировал в основном составе «Ред Булл Зальцбург» в матче австрийской Бундеслиги против «Штурма».

## Карьера в сборной
Выступал за сборные Хорватии до 15, до 16 и до 17 лет. В 2021 году дебютировал за сборную Хорватии до 21 года.

## Личная жизнь
Роко — сын хорватского футболиста Дарио Шимича.